# The Very Best of Valeriu Sterian
The Very Best of Valeriu Sterian este o compilație editată pe suport compact disc în anul 2000, ce conține 18 dintre cele mai cunoscute piese din repertoriul cantautorului Valeriu Sterian. Materialul discografic a apărut pe piață sub egida Fundației Culturale Phoenix, evenimentul de lansare având loc la Casa Eliad din București pe data de 7 iunie 2000. Este primul și cel mai cunoscut „best of” semnat Vali Sterian și Compania de Sunet, selecția cântecelor fiind făcută chiar de artist. Practic se realizează o incursiune cronologică în creația muzicianului, cu piese folk și rock lansate de Sterian pe parcursul a peste douăzeci de ani de activitate, începând cu 1977. Compilația include melodii de pe toate albumele artistului (mai puțin S-a votat Codul penal din 1992). Cântecele „Axioma copiilor”, „Fericire” și „Zori de zi” apar (în premieră pe un disc) în variantele originale în care au fost înregistrate la mijlocul anilor ’80 și nu în variantele reorchestrate (ce se găsesc pe albumul Nimic fără oameni din 1989). CD-ul a fost însoțit și de o variantă pe casetă audio (de pe care lipsesc trei melodii). Compilația The Very Best of Valeriu Sterian a fost reeditată de cotidianul Jurnalul Național, fiind lansată în data de 3 noiembrie 2008 sub denumirea Muzică de colecție, Vol. 66 – Vali Sterian (cu patru piese în variante de înregistrare diferite).

## Piese
1. Cântec de oameni
2. Cu iubirea de moșie
3. Antirăzboinică
4. Veac XX
5. Iluzia unei insule
6. Priveliște fără bufon
7. Concluzie
8. Sunt vinovat
9. Axioma copiilor
10. Fericire
11. Zori de zi
12. Nopți
13. Exercițiu
14. Ploaia
15. Amintire cu haiduci
16. Rugă
17. Pariu pe o lacrimă
18. Anotimpuri

Muzică: Valeriu Sterian (1-11, 13-18); Valeriu Sterian și Carmen Marin (12)

Versuri: Valeriu Sterian (1, 4, 7, 8, 10, 11, 13, 14, 15, 17, 18); Ion Horea (2); Adrian Păunescu (3, 5); George Țărnea (6, 9); Valeriu Sterian și Carmen Marin (12); Corneliu Coposu (16)

## Personal
- Valeriu Sterian – voce, chitară (1-18); percuție (1-3); muzicuță (13-15)
- Dan Andrei Aldea – chitară (1-3)
- Gabi Vulpe – chitară bas (1, 2)
- Iulian Constantinescu – baterie, percuție (1-6, 9)
- Nicolae Enache – sintetizator (3)
- Dan Bădulescu – chitară (4-7); bas (3)
- Ioan Rangă – chitară bas (4-7)
- Cristian Luca – chitară (8)
- Laurențiu Cristea – chitară bas (8)
- Lucian Blaga – sintetizator (8)
- Marius Keseri – baterie (8)
- Florin Porumb – chitară (9)
- Mihai Teleagă – chitară bas (9)
- Jerry Schwartz – chitară bas (10, 11)
- Adrian Ilie – chitară (10, 11)
- Doru Istudor „M.S.” – baterie (10, 11)
- Dan Cimpoeru – chitară (14, 15)
- Mihai Petrescu – chitară bas (14, 15)
- Radu Gheorghe – baterie (14, 15)
- Sorin Minghiat – flaut (16)
- Doru Stănculescu – voce (18)
- Dan Pirici – chitară bas (18)
- Oliver Sterian – percuție (18)
- Bent Bredesen – chitară (12)
- Rune Haukum – chitară bas (12)
- Tore Wildhauer – baterie (12)
- Terje Tranaas – claviaturi (12)

Mastering: Adrian Ordean – Studio Migas. Foto: Alexandru Andrieș. Artwork și design: Cristian Paul Anton. Editor și producător: Fundația Phoenix, 2000.